# برانكو تريتينجاك
برانكو تريتينجاك (16 مايو 1907 – 1989) هو مبارز بالسيف يوغوسلافي راحل، مثّل بلاده في الألعاب الأولمبية الصيفية 1936.

## روابط خارجية
برانكو تريتينجاك على موقع أوليمبيديا (الإنجليزية)